# Stade de Reims
Stade de Reims ([stɑd də ʁɛ̃s]; thường được gọi là Stade Reims hoặc đơn giản là Reims) là một câu lạc bộ bóng đá của Pháp có trụ sở tại Reims. Câu lạc bộ được thành lập vào năm 1910 và thi đấu ở Ligue 1, hạng đấu hàng đầu của bóng đá ở Pháp, sau khi được thăng hạng từ Ligue 2 ở mùa giải 2018. Reims chơi các trận đấu trên sân nhà tại Sân vận động Auguste-Delaune.
Reims là một trong những câu lạc bộ thành công nhất trong lịch sử bóng đá Pháp, đã giành được 6 danh hiệu Ligue 1, 2 danh hiệu Cúp quốc gia Pháp, và 5 danh hiệu Siêu cúp Pháp. Câu lạc bộ cũng đã từng thành công ở đấu trường châu Âu, đã kết thúc ở vị trí á quân của Cúp C1 châu Âu vào các năm 1956 và 1959, giành Latin Cup và Coppa delle Alpi lần lượt vào các năm 1953 và 1977. Tuy nhiên, kể từ những năm 1980, Reims đã phải vật lộn để trở lại thời kì đỉnh cao của mình. Câu lạc bộ luôn phải thi đấu ở Ligue 2 và Championnat National trong hơn 30 năm sau khi họ xuống hạng khỏi giải đấu hàng đầu nước Pháp vào mùa giải 1978–79. Vào năm 2012, họ được thăng hạng trở lại Ligue 1, bị xuống hạng vào năm 2016, nhưng trở lại hai năm sau.
Trong lịch sử, Reims được xem như một câu lạc bộ huyền thoại trong vòng tròn bóng đá Pháp, không chỉ vì những thành tích trong nước và châu Âu, mà còn đóng góp cho đội tuyển bóng đá quốc gia Pháp suốt những năm 1940 và 1950. Reims có đóng góp to lớn cho thế hệ vàng đầu tiên của bóng đá Pháp với các thành viên trong đội tuyển quốc gia đáng chú ý như Roger Marche, Raymond Kopa, Just Fontaine, Jean Vincent, Robert Jonquet, Armand Penverne, Dominique Colonna và Roger Piantoni, tất cả đều chơi cho Reims trong thời kì thành công của đội tuyển quốc gia khi lọt đến vòng bán kết tại FIFA World Cup 1958.

## Các cầu thủ

### Đội hình hiện tại
Tính đến ngày 7/9/2024.
Ghi chú: Quốc kỳ chỉ đội tuyển quốc gia được xác định rõ trong điều lệ tư cách FIFA. Các cầu thủ có thể giữ hơn một quốc tịch ngoài FIFA.
| Số | VT | Quốc gia    | Cầu thủ                                        |
| -- | -- | ----------- | ---------------------------------------------- |
| 2  | HV | Kenya       | Joseph Okumu                                   |
| 4  | HV | Bỉ          | Maxime Busi                                    |
| 6  | TV | Pháp        | Valentin Atangana                              |
| 7  | TĐ | Nhật Bản    | Junya Itō                                      |
| 9  | TĐ | Đan Mạch    | Mohamed Daramy                                 |
| 10 | TV | Malta       | Teddy Teuma                                    |
| 11 | TĐ | Pháp        | Amine Salama                                   |
| 14 | TV | Đức         | Reda Khadra                                    |
| 15 | TV | Zimbabwe    | Marshall Munetsi                               |
| 16 | TM | Pháp        | Ludovic Butelle                                |
| 17 | TĐ | Nhật Bản    | Keito Nakamura                                 |
| 18 | HV | Tây Ban Nha | Sergio Akieme                                  |
| 19 | TV | Brasil      | Gabriel Moscardo (mượn từ Paris Saint-Germain) |

| Số | VT | Quốc gia    | Cầu thủ                                    |
| -- | -- | ----------- | ------------------------------------------ |
| 20 | TM | Pháp        | Alexandre Olliero                          |
| 21 | HV | Bờ Biển Ngà | Cédric Kipré                               |
| 22 | TĐ | Bờ Biển Ngà | Oumar Diakité                              |
| 23 | HV | Bồ Đào Nha  | Aurélio Buta (mượn từ Eintracht Frankfurt) |
| 24 | HV | Bờ Biển Ngà | Emmanuel Agbadou (đội trưởng)              |
| 25 | HV | Bỉ          | Thibault De Smet                           |
| 55 | HV | Pháp        | Nhoa Sangui                                |
| 67 | TĐ | Pháp        | Mamadou Diakhon                            |
| 71 | TV | Bờ Biển Ngà | Yaya Fofana                                |
| 72 | TV | Bờ Biển Ngà | Amadou Koné                                |
| 92 | HV | Pháp        | Abdoul Koné                                |
| 94 | TM | Pháp        | Yehvann Diouf                              |

### Cho mượn
Ghi chú: Quốc kỳ chỉ đội tuyển quốc gia được xác định rõ trong điều lệ tư cách FIFA. Các cầu thủ có thể giữ hơn một quốc tịch ngoài FIFA.
| Số | VT | Quốc gia | Cầu thủ                                      |
| -- | -- | -------- | -------------------------------------------- |
| —  | TM | Pháp     | Ewen Jaouen (tại Dunkerque đến 30/6/2025)    |
| —  | HV | Sénégal  | Fallou Fall (tại Fredrikstad đến 30/6/2025)  |
| 27 | TĐ | Gambia   | Adama Bojang (tại Grasshopper đến 30/6/2025) |

### Các cầu thủ đáng chú ý
Dưới đây là những cựu cầu thủ đáng chú ý đã đại diện cho Stade Reims tại giải quốc nội và thi đấu quốc tế kể từ khi thành lập câu lạc bộ vào năm 1910. Để xuất hiện trong danh sách dưới đây, một cầu thủ phải chơi ít nhất 100 trận đấu chính thức cho câu lạc bộ.
| - Marcel Aubour - Albert Batteux - René Bliard - Dominique Colonna - Cédric Fauré - Jacques Favre - Pierre Flamion - Just Fontaine - Pierre Flamion - Raoul Giraudo - Léon Glovacki - René-Jean Jacquet - Robert Jonquet - Raymond Kopa | - Michel Leblond - Roger Marche - Lucien Muller - Armand Penverne - Roger Piantoni - Bruno Rodzik - Robert Siatka - Pierre Sinibaldi - Jean Templin - Jean Vincent - Simon Zimny - Carlos Bianchi - Santiago Santamaría - Bram Appel |

## Thành tích

### Quốc nội
- Ligue 1
  - Vô địch (6): 1948–49, 1952–53, 1954–55, 1957–58, 1959–60, 1961–62
- Ligue 2
  - Vô địch (2): 1965–66, 2017–18
- Championnat National
  - Vô địch (1): 2003–04
- Championnat de France amateur
  - Vô địch (1): 1935
- Cúp bóng đá Pháp
  - Vô địch (2): 1949–50, 1957–58
  - Á quân (1): 1976–77
- Cúp Liên đoàn bóng đá Pháp
  - Vô địch (1): 1990–91
- Siêu cúp bóng đá Pháp
  - Vô địch (5): 1949, 1955, 1958, 1960, 1966
  - Á quân (1): 1962
- CFA 2
  - Vô địch (2):1998, 2015–16
- Division d'Honneur Nord-Est 
  - Vô địch (1):1994

### Châu Âu
- Latin Cup[4][5]
  - Vô địch (1): 1953
- Cúp C1 châu Âu
  - Á quân (2): 1956, 1959